# إيرين بريدغر
إيرين بريدغر هي مغنية وكاتبة غنائية كندية، ولدت في 1961 في Twillingate ‏ في كندا.

## وصلات خارجية
- الموقع الرسمي